# Andrea Kobetić
Andrea Kobetić (nacida Andrea Penezic, Zagreb, 13 de noviembre de 1985) es una exjugadora croata de balonmano que actuaba como lateral izquierda. Con la selección croata disputó 141 encuentros y anotó 633 goles. A nivel de clubes brilló en Croacia, Eslovenia, Macedonia del Norte y Hungría, y fue máxima goleadora de la Liga de Campeones 2015.

## Trayectoria
Comenzó su carrera en la élite con el RK Lokomotiva Zagreb y se consagró en el RK Podravka Koprivnica, con el que ganó liga y copa croatas en 2009 y 2010.
En 2010 fichó por el RK Krim esloveno, donde encadenó cuatro dobletes de liga y copa (2011-2014). Su siguiente destino fue el ŽRK Vardar de Skopie (2014-2018), con el que dominó la liga macedonia y alcanzó dos subcampeonatos y dos terceros puestos en la Liga de Campeones.
Cerró su trayectoria profesional en Siófok KC (2018-2021), alzando la Copa EHF 2019 y siendo la máxima goleadora del torneo.
De potente lanzamiento exterior y gran capacidad anotadora, superó los 500 goles en competiciones europeas.

### Trayectoria de clubes
- 2003 – 2008:  RK Lokomotiva Zagreb
- 2008 – 2010:  RK Podravka Koprivnica
- 2010 – 2014:  RK Krim
- 2014 – 2018:  ŽRK Vardar
- 2018 – 2021:  Siófok KC[4]

### Selección
Debutó con Croacia en 2006 y destacó como su principal referente ofensiva: fue la máxima goleadora balcánica en el Europeo 2008 y el Mundial 2011, donde integró el Siete Ideal como mejor lateral izquierda. Participó en los Juegos Olímpicos de Londres 2012, donde el combinado croata terminó séptimo, y consiguió el bronce en los Juegos Mediterráneos de Almería 2005. Se retiró de la selección tras el Europeo 2014.

## Premios y títulos

### Con la selección
- 1 x Juegos Mediterráneos (2005)

### Con sus clubes
- 2 x Liga de Croacia de balonmano femenino (2009, 2010)
- 2 x Copa de Croacia de balonmano femenino (2009, 2010)
- 4 x Liga de balonmano de Eslovenia femenina (2011, 2012, 2013, 2014)
- 4 x Copa de balonmano de Eslovenia (2011, 2012, 2013, 2014)
- 1 x Supercopa de Balonmano de Eslovenia (2014)
- 4 x Liga de balonmano de Macedonia del Norte (2015, 2016, 2017, 2018)
- 4 x Copa de balonmano de Macedonia del Norte (2015, 2016, 2017, 2018)
- 1 x Liga EHF femenina (2019)[6]

## Vida personal
En 2018 contrajo matrimonio con el guardameta croata Matija Kobetić, adoptando su apellido a partir de la temporada 2018-19.